# 1817 az irodalomban
Az 1817. év az irodalomban.

## Események

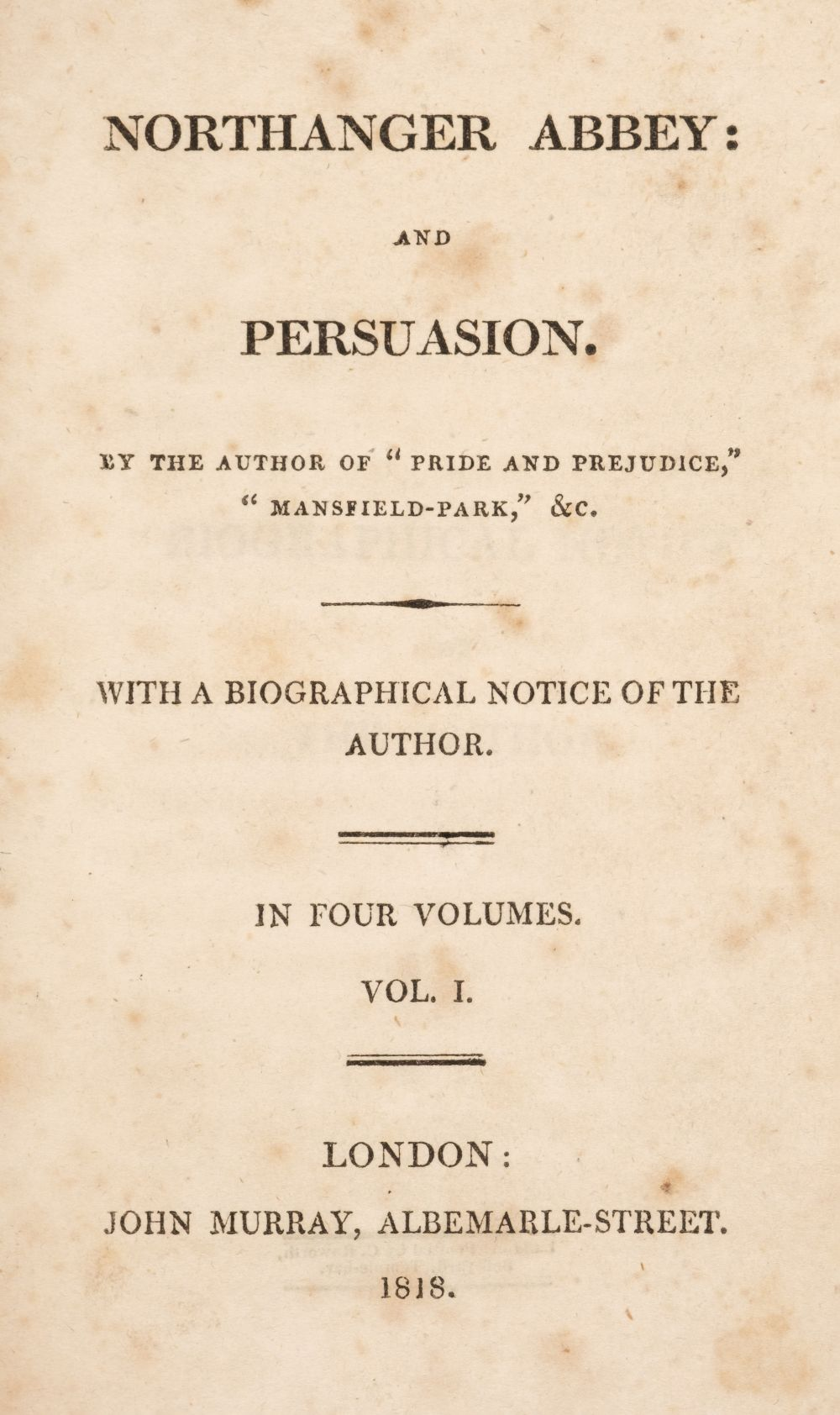
Jane Austen-regények címlapja(1818)

- A Trattner-ház költségén Pesten megindul a Tudományos Gyűjtemény, a 19. század első felének leghosszabb életű magyar folyóirata (1818–1841).
- Gróf Festetich György Keszthelyen „helikoni ünnepély”-re hívja össze a Dunántúl költőit.
- Megalakul Marczibányi István hagyatékának kezelésére a Marczibányi Intézet; évente kiadott díja volt nálunk az első irodalmi díj.

## Megjelent új művek
- december vége – Jane Austen posztumusz kiadott két regénye (a címlapon 1818):  
  - A klastrom titka (Northanger Abbey)
  - Meggyőző érvek (Persuasion).
- Walter Scott: Rob Roy.
- Samuel Taylor Coleridge: Biographia Literaria (Irodalmi életrajz).
- Stendhal útirajzainak első kiadása: Rome, Naples et Florence (Róma, Nápoly és Firenze).

### Költészet

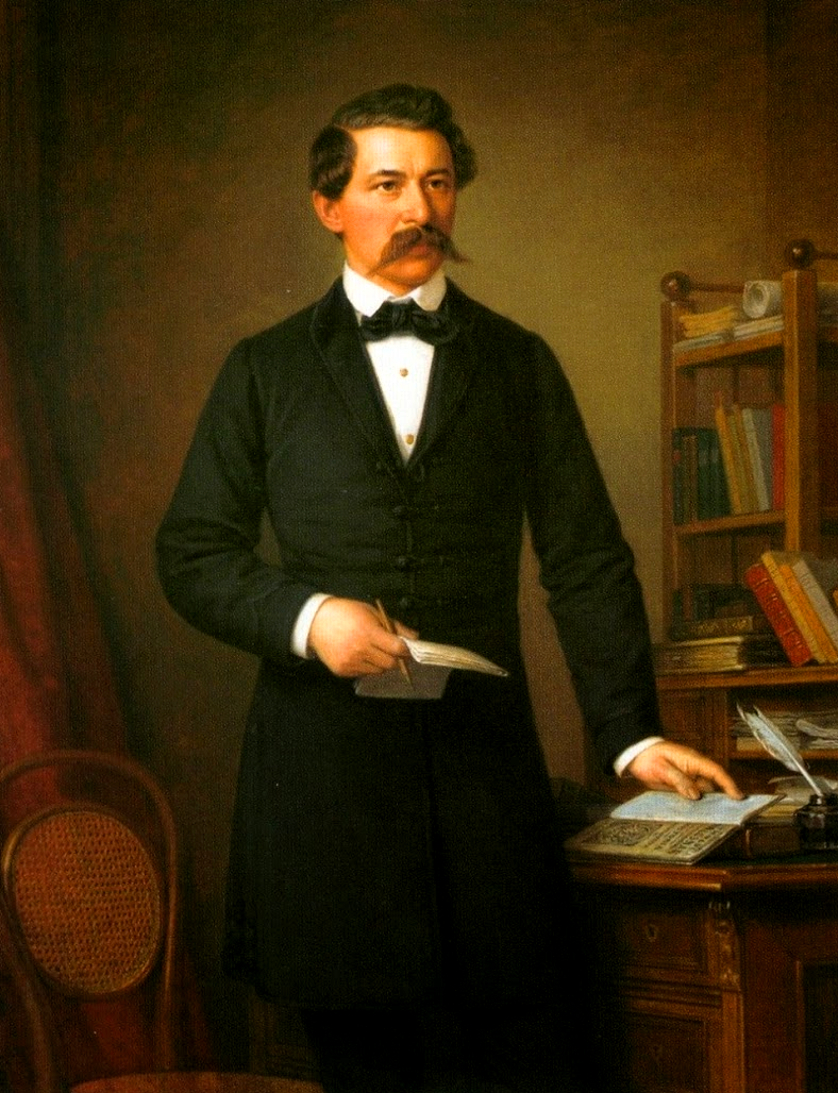
Arany János

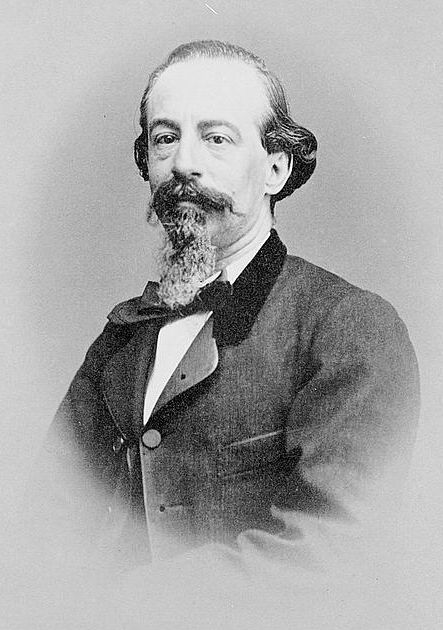
José Zorrilla

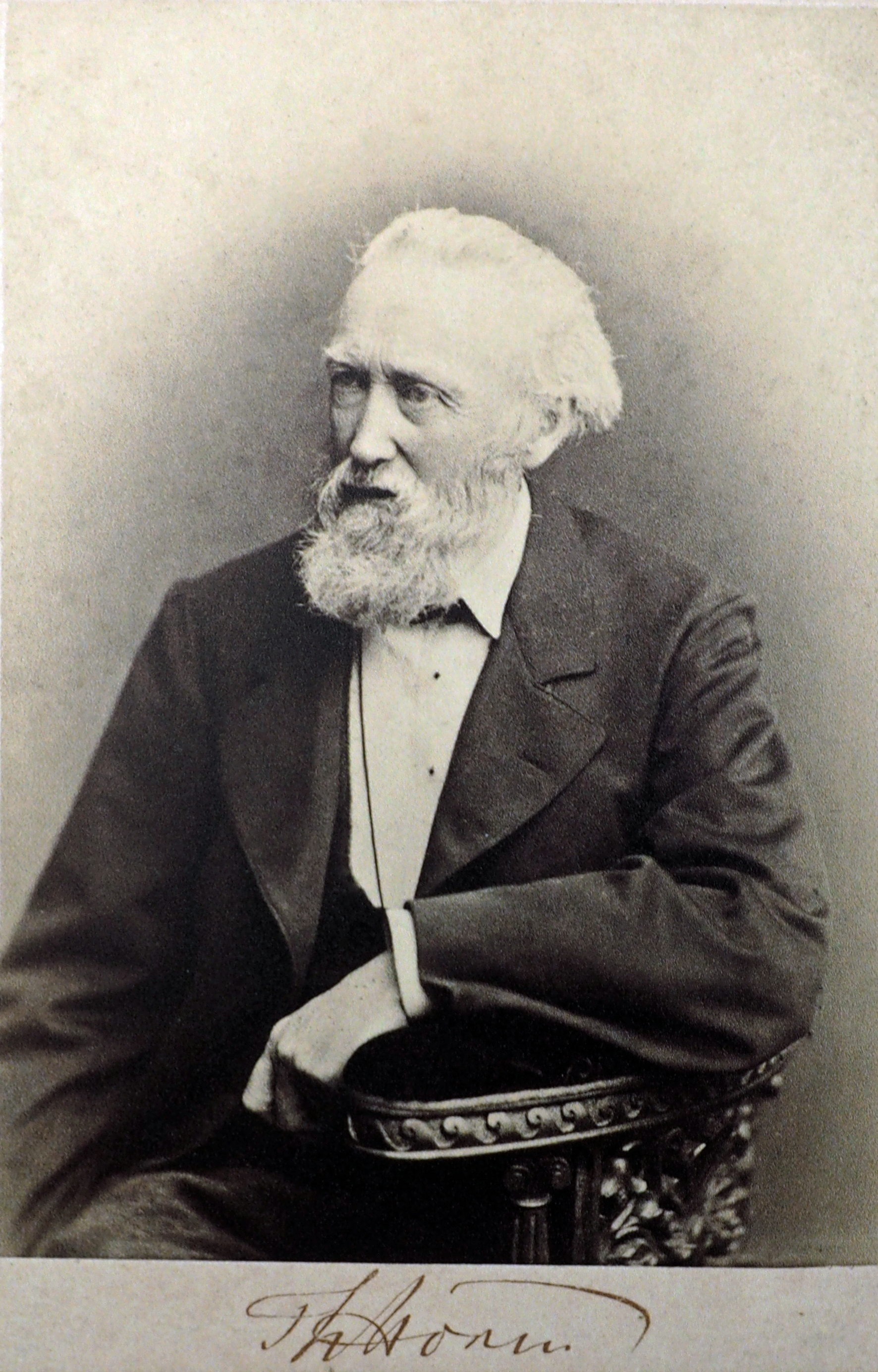
Theodor Storm

- George Byron: Manfred, drámai költemény.
- Percy Bysshe Shelley: 
  - Hymn to Intellectual Beauty (Himnusz a szellemi szépséghez).
  - The Revolt of Islam (Az Izlám lázadása).
- Thomas Moore szintén angolul publikáló ír költő verses mesegyűjteménye: Lalla Rookh.

### Dráma
- Bemutatják Franz Grillparzer első sorstragédiáját: Die Ahnfrau (Az ősasszony).

### Magyar nyelven
- Fazekas Mihály átdolgozza és Bécsben kinyomatja a Lúdas Matyit, mely először jelenik meg a szerző neve alatt.

## Születések
- február 21. – José Zorrilla spanyol romantikus költő, drámaíró († 1893)
- március 2. – Arany János magyar költő, műfordító, a Magyar Tudományos Akadémia főtitkára, a magyar irodalom egyik legjelentősebb alakja († 1882)
- március 19. – Jozef Miloslav Hurban szlovák evangélikus lelkész, író; részt vett a szlovák irodalmi nyelv kodifikálásában († 1888)
- május 31. – Georg Herwegh német költő († 1875)
- július 12. – Henry David Thoreau amerikai író, filozófus († 1862)
- szeptember 5. – Alekszej Tolsztoj orosz költő, író, drámaíró († 1875)
- szeptember 14. – Theodor Storm német realista író, költő († 1888)
- szeptember 28. – Tompa Mihály magyar költő, az irodalmi népiesség jelentős képviselője († 1868)
- november 30. – Theodor Mommsen irodalmi Nobel-díjjal kitüntetett német történész, ókortudós († 1903)

## Halálozások
- március 11. – Aranka György magyar művelődésszervező, történész, író, esztéta (* 1737)
- július 14. – Madame de Staël, korának egyik leghíresebb francia írónője (* 1766)
- július 18. – Jane Austen angol regényírónő (* 1775)